# Lidychiwka
Lidychiwka (ukr. Лідихівка) – wieś na Ukrainie, w obwodzie chmielnickim, w rejonie chmielnickim, w hromadzie Teofipol. W 2024 liczyła 214 mieszkańców, spośród których 214 wskazało jako ojczysty język ukraiński.